# Pustertal
Het Pustertal (Italiaans: Val Pusteria, Ladinisch: Val de Puster) is een uitgestrekt dal in de Alpen dat grotendeels in het noordoosten van de Italiaanse provincie Zuid-Tirol ligt en voor een kleiner deel in het Oostenrijkse Oost-Tirol. Het Duits is de voornaamste taal in het Pustertal. In enkele zijdalen in het zuiden zoals het Gadertal wordt ook Ladinisch gesproken.

## Geschiedenis
In 1866 was het gebied nog Oostenrijks bezit. In dat jaar bezetten de Tiroolse schutterijen en andere vrijwilligers het dal om een inval vanuit het Koninkrijk Sardinië te voorkomen. Keizer Frans Jozef I van Oostenrijk dankte hen met een zilveren medaille. In 1918 werd het dal door Italië geannexeerd.

## Geografie
Het Pustertal loopt van west naar oost. In Zuid-Tirol wordt het dal in het westen begrensd door het dal van de Eisack (Isarco), ten noorden van Brixen (Bressanone), waarna het het dal van de Rienz volgt, vanaf het dorp Schabs (Sciaves) via Bruneck (Brunico) naar Toblach (Dobbiaco). De rivier de Rienz (Rienza) ligt bijna geheel in het Pustertal, en heeft het dal dus voornamelijk gevormd. Ten oosten van Toblach wordt het dal gevormd door de Drau en wordt ook wel gesproken van het Hochpustertal. Dit gedeelte ligt voor het grootste deel in het Oostenrijkse Oost-Tirol, in het oosten begrensd door de Lienzer Klause. Bij Toblach, op 1241 meter hoogte, ligt eveneens de waterscheiding tussen de Donau in het noorden en de Adige in het zuiden.
Doorheen het Pustertal loopt de Periadriatische lijn: de scheiding tussen de Zuidelijke Kalkalpen, met onder meer de Dolomieten, in het zuiden en de Centrale Alpen ten noorden ervan. Net ten zuiden van het dal liggen de Dolomieten, net ten noordwesten liggen de half-Oostenrijkse Zillertaler Alpen, en net ten noordoosten ligt de bijna volledig Oostenrijkse Hohe Tauern.
De belangrijkste plaats in het Pustertal is Bruneck.

## Toerisme en natuur

### Natuurparken in het Pustertal
- Parco Naturale Dolomiti di Sesto
- Parco Naturale Vedrette di Ries-Aurina

## Transport
De nationale weg SS49 loopt samen met de E66 door het dal in Zuid-Tirol. Er is geen internationale luchthaven, de dichtstbijzijnde luchthaven is in Bozen (Bolzano).